# Pyrrhosoma elisabethae
Pyrrhosoma elisabethae (tên tiếng Anh: Greek Red Damselfly) là một loài chuồn chuồn kim thuộc họ Coenagrionidae. Môi trường sống của loài chuồn chuồn kim này là các con sông. Loài này có ở Albania và Hy Lạp. Chúng hiện đang bị đe dọa vì mất nơi sống.